# Jack O'Connell (autor)
Jack O'Connell (n. 25 decembrie 1959, Worcester, Massachusetts, SUA – d. 1 ianuarie 2024) a fost un scriitor american de ficțiune polițistă noir⁠(en)[traduceți] și romane de ficțiune speculativă. A locuit în Worcester, Massachusetts, împreună cu soția sa, Nancy, și doi copii. A fost student și a predat la College of the Holy Cross din Worcester.  O'Connell a murit pe 1 ianuarie 2024, la vârsta de 64 de ani. 

## Carieră
O'Connell a afirmat că decăderea urbană post-industrială a orașului Worcester a fost o influență asupra Quinsigamond, orașul fictiv în care sunt plasate romanele sale. 
Din 1997 până în 2008, a fost redactor al revistei Holy Cross. 

### Romane
- Box Nine (Mysterious Press, 1992)
- Wireless (Mysterious Press, 1993)
- The Skin Palace (Mysterious Press, 1996)
- Word Made Flesh (Mysterious Press, 1999)
- The Resurrectionist (Algonquin Books, 2008)

### Antologii (ca editor)
- Dark Alleys of Noir (Delta Productions, 2002)

## Premii
- Premiul Shirley Jackson (2008, Finalist) [5]
- Prix Mystère de la critique (2010, Franța) [6]
- Grand Prix de l'Imaginaire (2010, Franța) [7]

## Lincuri externe
- Interviu cu Worcester's Writers Project, 2011